# Parco Zoo Punta Verde
Koordinaten: 45° 39′ 30,9″ N, 13° 3′ 53,3″ O
Der Parco Zoo Punta Verde ist ein Tierpark im Badeort Lignano Sabbiadoro in der italienischen Region Friaul-Julisch Venetien. Der 1979 eröffnete Zoo am linken Ufer des Tagliamento beherbergt rund 1000 Individuen etwa 100 verschiedener Tierarten. Er befindet sich in Privatbesitz und finanziert sich großteils aus Eintrittsgeldern.

## Geschichte
Der Zoo liegt auf einem Stück Land direkt am Fluss Tagliamento westlich des Gemeindeteils Lignano Riviera. 1972 präsentierte sich das Gelände als Brachfläche, die vom Landvermesser Sergio Rodeano zu einer Baumschule umgestaltet wurde. Nach der Anlage eines Parks und eines Teichs, der eine permanente Population von Wildenten hervorbrachte, wurden versuchsweise erste Tierarten angesiedelt. Am 16. Juni 1979 wurde der Tierpark erstmals eröffnet und in den folgenden Jahren sukzessive erweitert. Er gilt heute als eines der beliebtesten Ausflugsziele im näheren Umkreis der Badeorte Lignano und Bibione.
Seit August 2002 ist der Zoo von der World Association of Zoos and Aquariums (WAZA) anerkannt.

## Arten
Die Teiche auf dem Zoogelände werden aus 30° warmem Thermalwasser gespeist, sodass neben einheimischen auch exotische Wasserpflanzen gedeihen können. Unter den Tierarten erfreut sich vor allem der Sibirische Tiger großer Beliebtheit bei den Besuchern. Das Pärchen Joshua (1994–2014) und Dob (1994–2015) lebte fast 20 Jahre gemeinsam in Gefangenschaft. Mittlerweile beherbergt Punta Verde ein neues Tigerpaar.
Der Zoo nimmt an mehreren internationalen Artenschutz-Programmen teil und arbeitet zu Forschungszwecken unter anderem mit der Abteilung für Tierproduktionswissenschaften an der Universität Udine und dem Naturkundemuseum der Universität Pisa zusammen. Der Parco Zoo Punta Verde beteiligt sich an folgenden Ex-situ-Projekten des  EEP (Stand 2019):
- Braunbär
- Eurasischer Luchs
- Flachlandtapir
- Giraffe (Giraffa camelopardalis)
- Goldenes Löwenäffchen
- Goldkopflöwenäffchen
- Hyazinthara
- Kaiserschnurrbarttamarin
- Katta
- Lisztaffe
- Paradieskranich
- Roter Panda
- Punasichler
- Säbelantilope
- Schneeleopard
- Schwarzweißer Vari
- Sibirischer Tiger
- Springtamarin
- Waldrapp
- Weißhandgibbon
- Weißnackenkranich

## Bilder

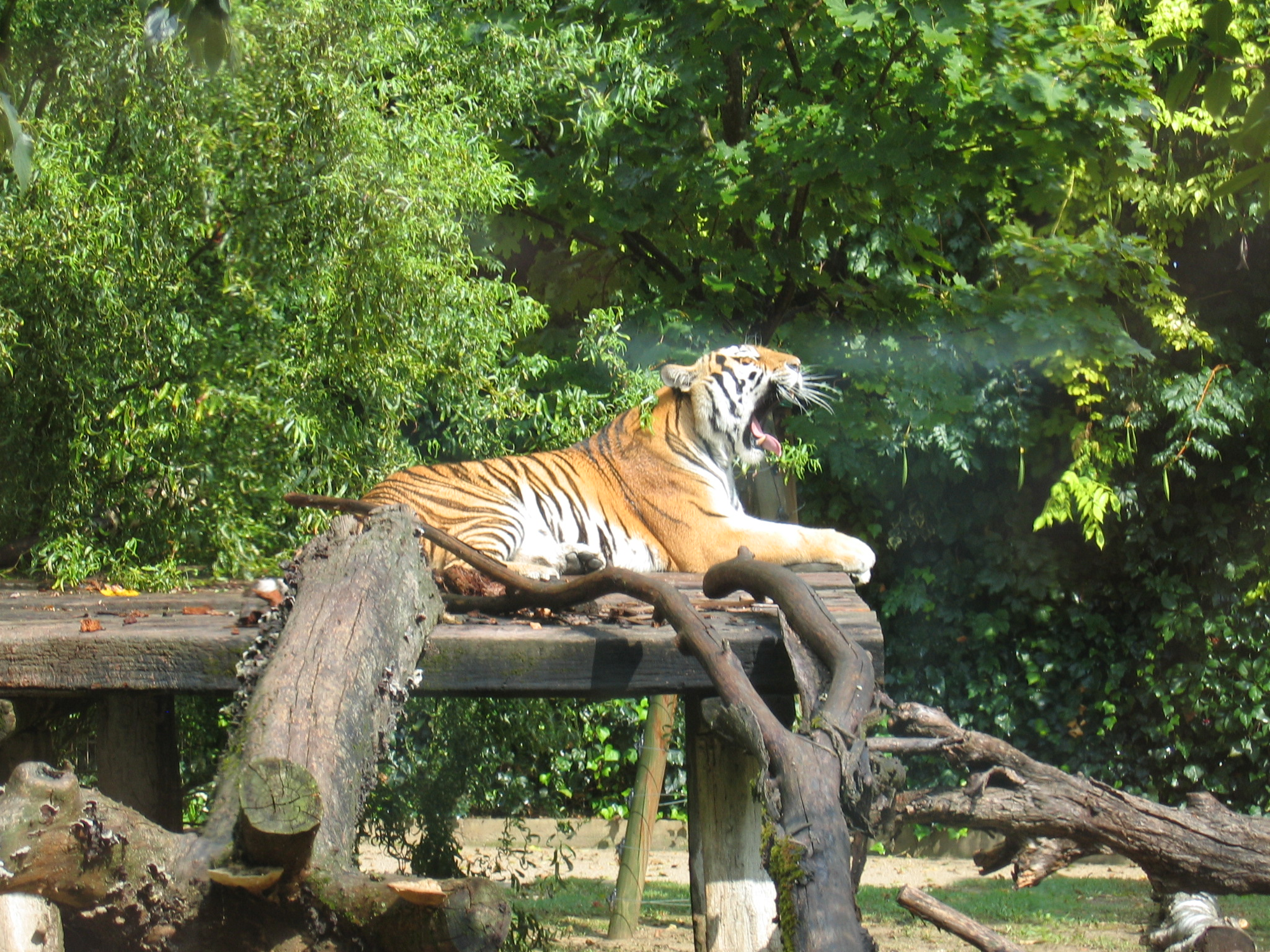
Sibirische Tigerin Dob (1994–2015)
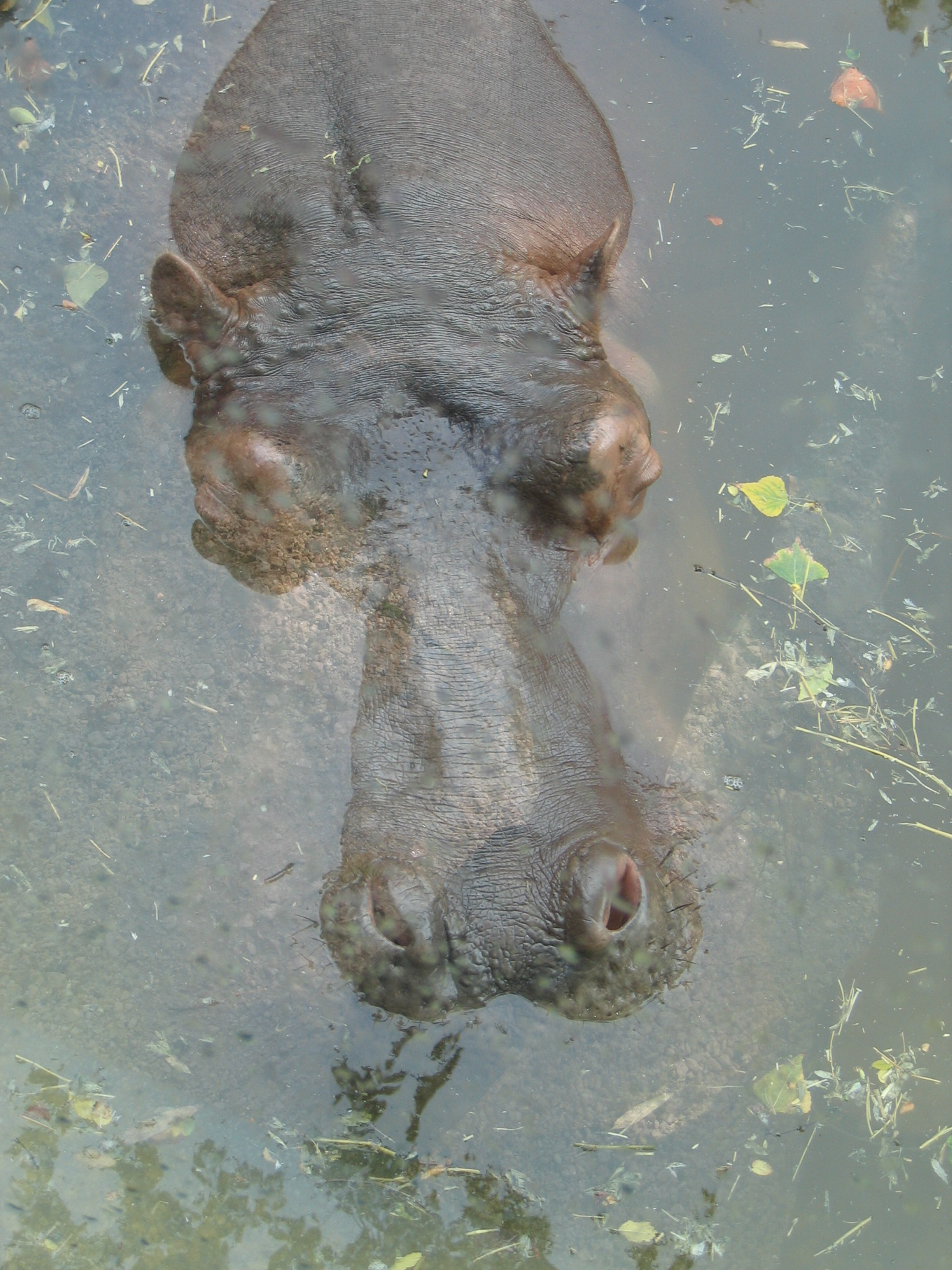
Nilpferd
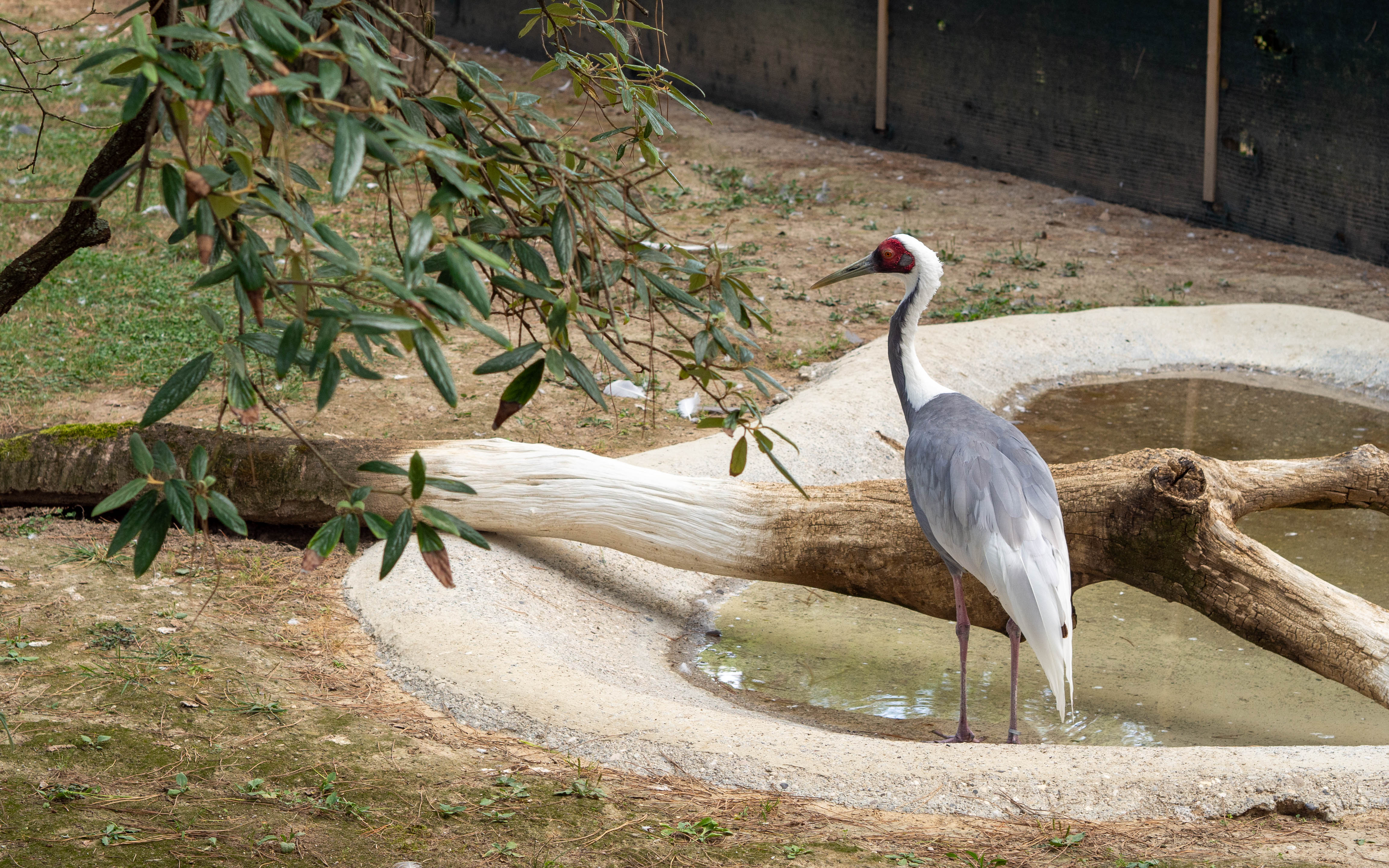
Weißnackenkranich
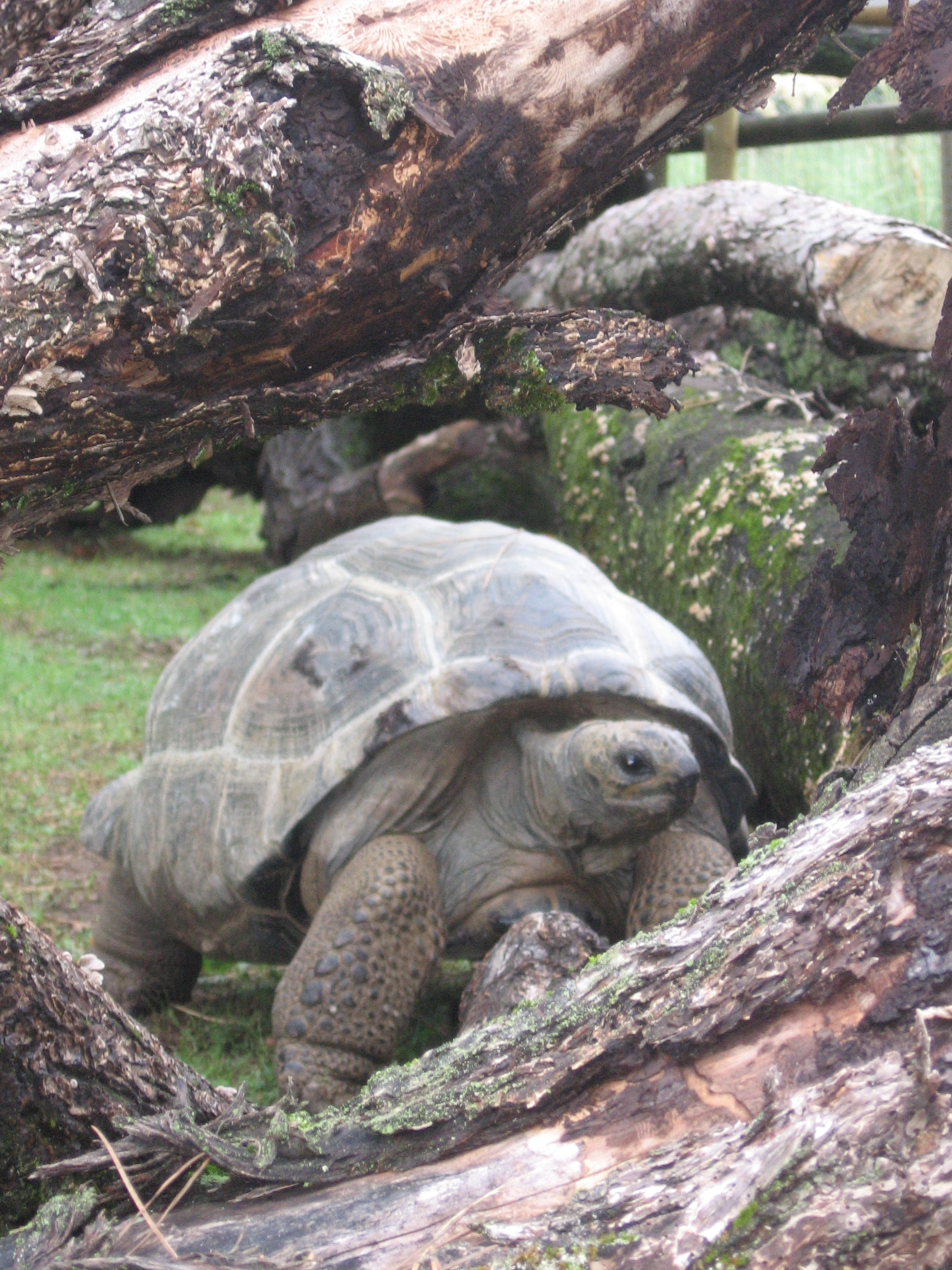
Aldabra-Riesenschildkröte
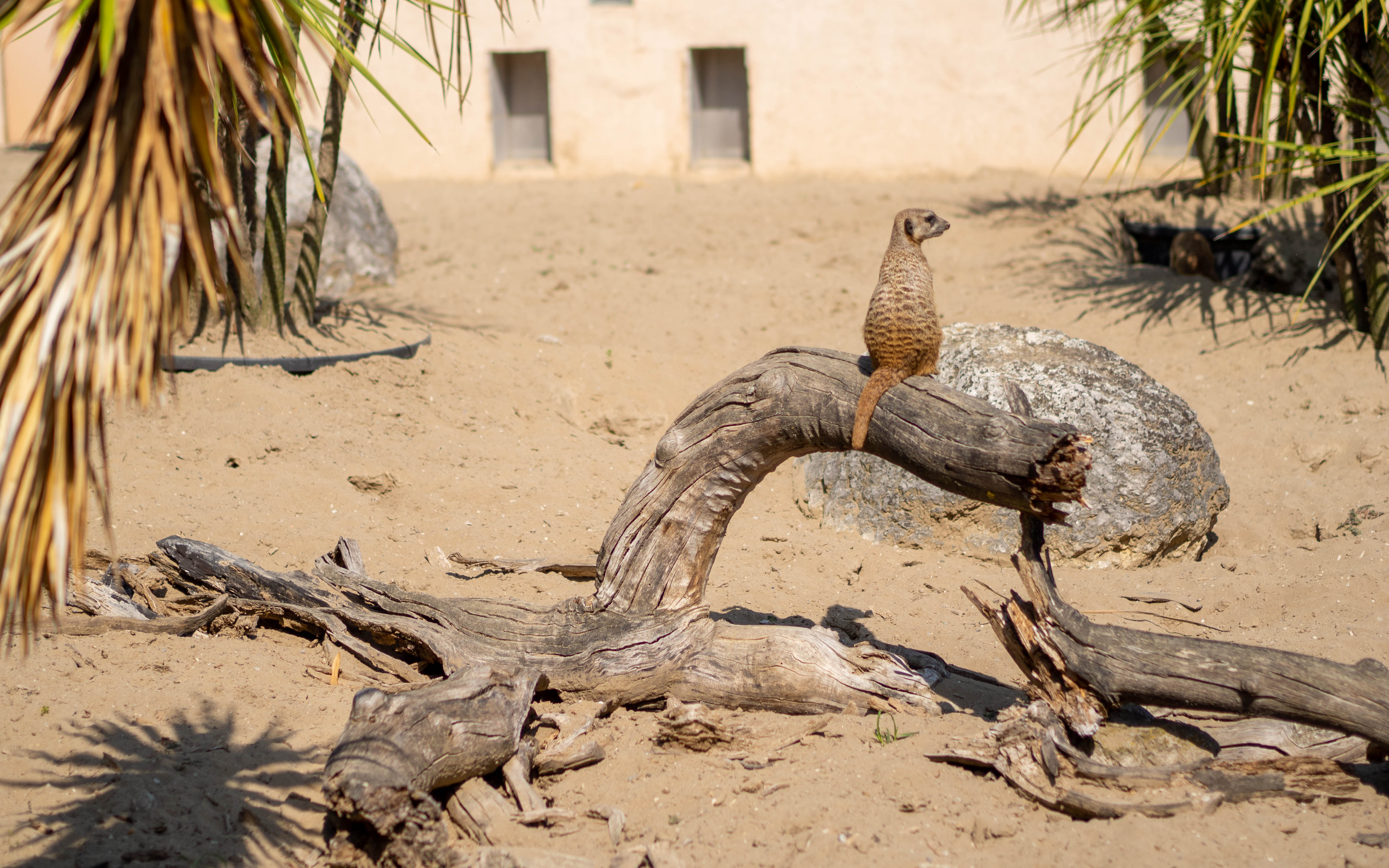
Erdmännchen
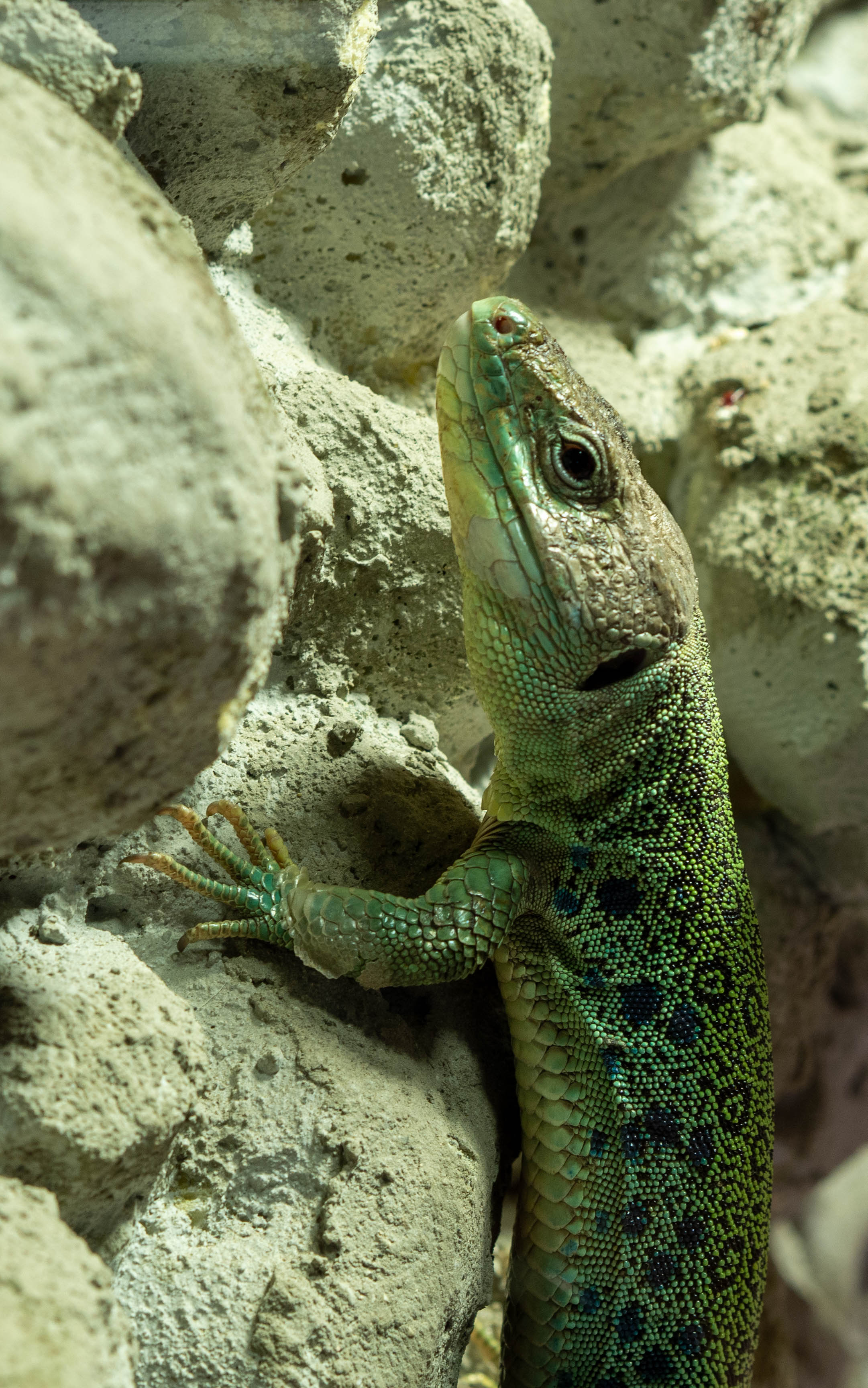
Unbestimmte Eidechsenart
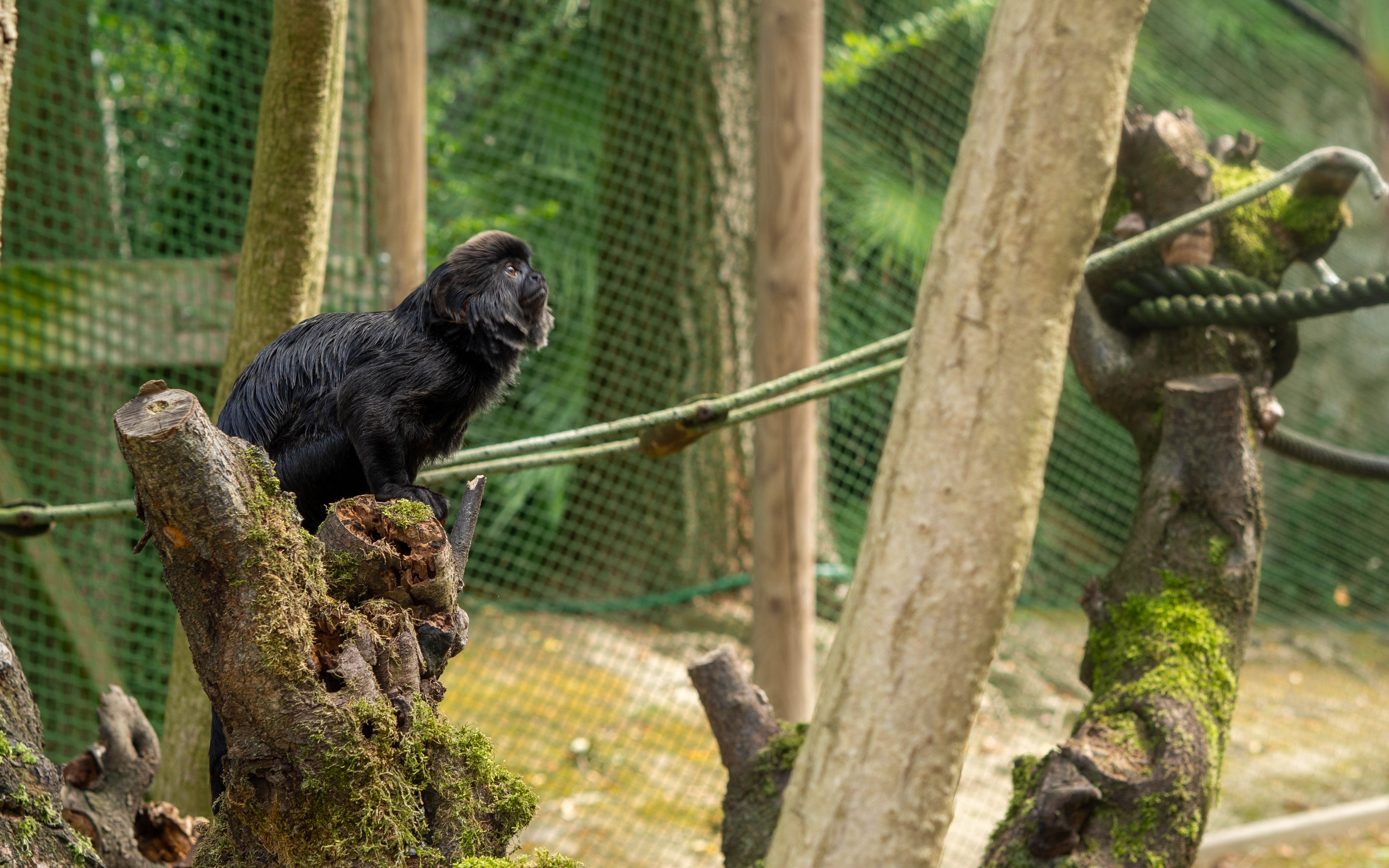
Springtamarin